# Hostile Ambient Takeover
Hostile Ambient Takeover (рус. Враждебное окружающее поглощение) — студийный альбом американской сладж-метал-группы Melvins, который был издан в 2002 году на лейбле Ipecac Recordings.

## Об альбоме
Все треки с альбома были изданы как синглы на 7"-пластинках (ограниченным тиражом в 2,500 экземпляров для каждого сингла).

## Список композиций
| №  | Название                       | Длительность |
| -- | ------------------------------ | ------------ |
| 1. | «(untitled)»                   | 0:31         |
| 2. | «Black Stooges»                | 5:58         |
| 3. | «Dr. Geek»                     | 2:35         |
| 4. | «Little Judas Chongo»          | 2:03         |
| 5. | «The Fool, the Meddling Idiot» | 7:49         |
| 6. | «Brain Center at Whipples»     | 3:50         |
| 7. | «Foaming»                      | 7:47         |
| 8. | «The Anti-Vermin Seed»         | 15:51        |

## Синглы

### Vol. 1
| №  | Название                                           | Длительность |
| -- | -------------------------------------------------- | ------------ |
| 1. | «Black Stooges»                                    | 6:05         |
| 2. | «Foaming (ускоренная версия)( кавер на The Germs)» | 1:55         |

### Vol. 2
| №  | Название                                        | Длительность |
| -- | ----------------------------------------------- | ------------ |
| 1. | «Dr. Geek»                                      | 2:41         |
| 2. | «Return of the Spiders (кавер на Элиса Купера)» | 3:07         |

### Vol. 3
| №  | Название                                    | Длительность |
| -- | ------------------------------------------- | ------------ |
| 1. | «Little Judas Chongo»                       | 2:02         |
| 2. | «Jerkin' Krokus (кавер на Mott the Hoople)» | 2:56         |

### Vol. 4
| №  | Название                             | Длительность |
| -- | ------------------------------------ | ------------ |
| 1. | «The Fool, The Meddling Idiot»       | 7:24         |
| 2. | «Promise Me (кавер на The Gun Club)» | 3:14         |

### Vol. 5
| №  | Название                                                 | Длительность |
| -- | -------------------------------------------------------- | ------------ |
| 1. | «The Brain Center at Whipples»                           | 3:44         |
| 2. | «Today Your Love, Tomorrow the World (кавер на Ramones)» | 3:17         |

### Vol. 6
| №  | Название                                                                      | Длительность |
| -- | ----------------------------------------------------------------------------- | ------------ |
| 1. | «Foaming»                                                                     | 7:54         |
| 2. | «Arny (кавер на Warlock Pinchers) / White Punks on Dope (кавер на The Tubes)» | 3:12         |

### Vol. 7
| №  | Название               | Длительность |
| -- | ---------------------- | ------------ |
| 1. | «The Anti-Vermin Seed» | 6:35         |
| 2. | «The Anti-Vermin Seed» | 6:36         |

## Над альбомом работали

### Участники группы
- Дейл Кровер — ударные, вокал, клавишные
- Кевин Рутманис — басс
- Базз Осборн — вокал, гитара

### Приглашённые музыканты
- Сэр Дэвид Скотт Стоун — ластра
- Адам Джонс — синтезатор

### Прочие
- Тоши Касаи — звукорежиссура, микшеринг, клавишные
- Джон Голден — мастеринг
- Маки Осборн — арт-директор, дизайн обложки альбома
- Кевин Уиллис — фото группы